# Luis de Perinat
Luis de Perinat y Terry (Madrid, 1872-Madrid, 1923) fue un escultor y diplomático español. Ostentó el título nobiliario de marqués de Perinat.

## Datos biográficos
En su taller de París acogió en 1907 como alumno al escultor y pintor Sebastián Miranda. Como escultor su obra más reconocida es el retrato de Cléo de Mérode —de quien fue amante entre 1906 y 1913—, realizada en 1909. Falleció el 10 de marzo en 1923.
Su hijo Luis Guillermo Perinat y Elío fue embajador de España en Londres en la década de 1970.

## Obras

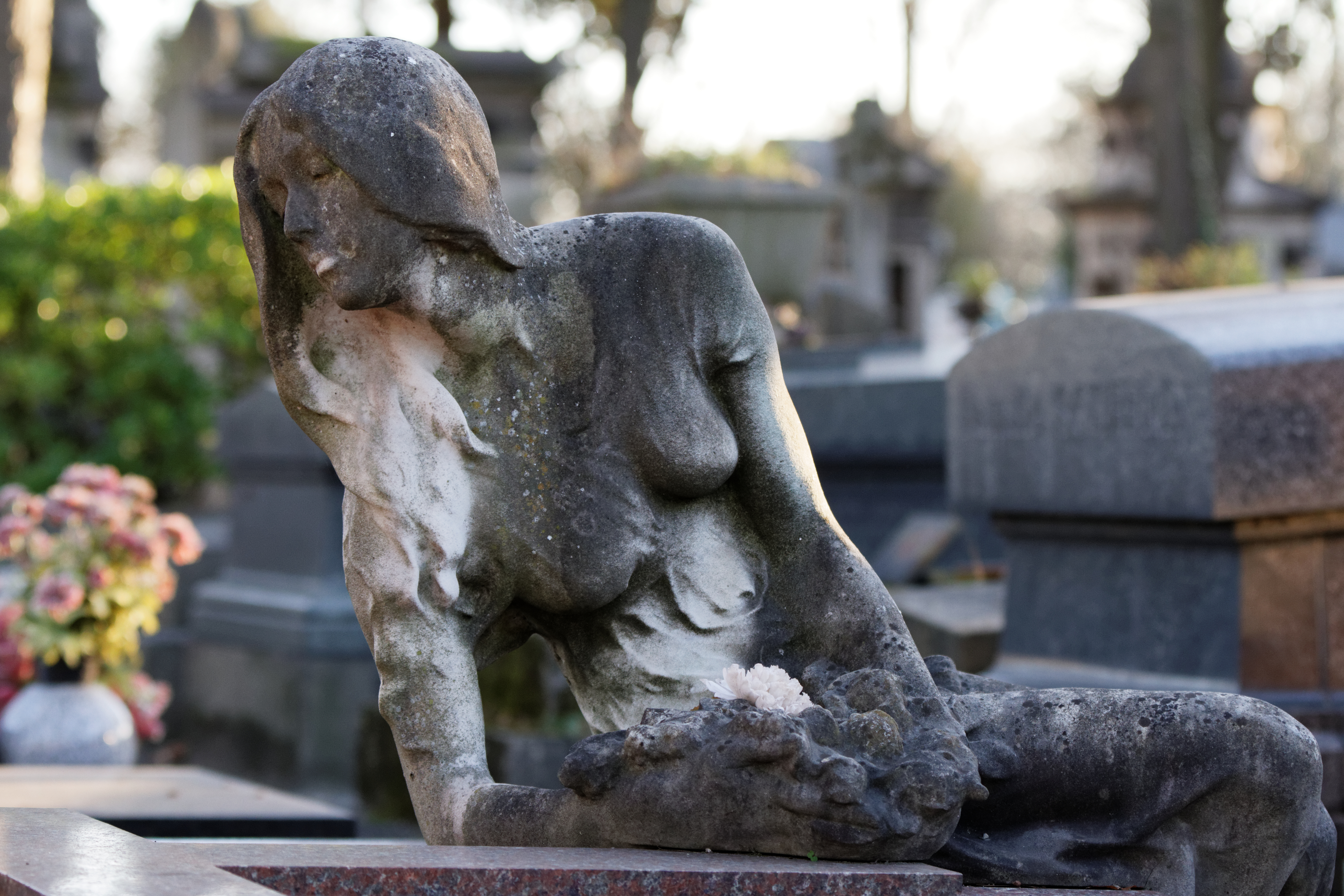
Escultura de la tumba de Cléo de Mérode

Entre sus obras más conocidas se encuentran El ángel del silencio y la tumba de Cléo de Mérode. Esta última se trata de una escultura realizada en 1909. El retrato adorna la tumba de Cléo de Mérode y su madre. Está ubicada en la división 90 del cementerio del Père-Lachaise, en las coordenadas 48°51′42″N 2°23′47″E / 48.86167, 2.39639.